# 密探霹靂火續集
是一部1975年的犯罪電影，由約翰·法蘭克海默執導，主演是真·赫曼。本片是1971年奧斯卡得獎電影《密探霹靂火》其真實故事的虛構續集。本片擴展了核心角色Jimmy "Popeye" Doyle警探，他前往法國馬賽，試圖跟踪在第一部電影結尾逃走了的法國毒販Alain Charnier。赫曼曾經憑《密探霹靂火》獲得奧斯卡最佳男主角獎，而只有他和費爾南多·雷伊是回歸角色的演員。

## 演員
- 真·赫曼 飾 警探Jimmy "Popeye" Doyle（英语：Jimmy "Popeye" Doyle）
- 費爾南多·雷伊（英语：Fernando Rey） 飾 Alain Charnier
- 伯納德·弗雷松（英语：Bernard Fresson） 飾 Henri Barthélémy
- 菲利普·萊奧塔爾（英语：Philippe Léotard） 飾 Jacques
- 艾德·羅特 飾 General Brian
- 查理·米樂（英语：Charles Millot） 飾 Miletto
- 珍-皮埃爾·斯塔爾迪（英语：Jean-Pierre Castaldi） 飾 Raoul Diron
- 卡斯琳·內斯比特（英语：Cathleen Nesbitt） 飾 老女士
- Reine Prat 飾 排球海灘上的少女

## 外部連結
- 互联网电影数据库（IMDb）上《密探霹靂火續集》的资料（英文）
- AllMovie上《密探霹靂火續集》的资料（英文）
- 豆瓣电影上《密探霹靂火續集》的資料 （简体中文）